# Tjänstgöringsmedalj
Tjänstgöringsmedalj är en medalj som tilldelas personer för tjänstgöring under viss tid, deltagande i en militär operation eller genomförandet av en utbildning. Ett exempel är FN-medaljen.

## Sverige
Före 1975 utdelades Svärdsmedaljen för 20 års tjänst inom den svenska Försvarsmakten. Idag finns fyra militära tjänstgöringsmedaljer:
- Grundutbildningsmedaljen (tidigare Värnpliktsmedaljen)
- Reservofficersmedaljen
- Medaljen för rikets försvar
- Medaljen för internationella insatser